# ख
Cette page contient des caractères spéciaux ou non latins. S’ils s’affichent mal (▯, ?, etc.), consultez la page d’aide Unicode.
ख, appelé kha ou khavarn et transcrit kh, est une consonne de l’alphasyllabaire devanagari.

## Représentations informatiques
Ses Unicode sont :
| formes | représentations | chaînes de caractères | points de code | descriptions                                     |
| ------ | --------------- | --------------------- | -------------- | ------------------------------------------------ |
| pleine | ख               | ख                     | U+0916         | lettre devanagari kha                            |
| morte  | ख्               | ख◌्                    | U+0916 U+094D  | lettre devanagari kha, symbole devanagari virama |